# Jacek Kolbuszewski
Jacek Kolbuszewski (ur. 10 maja 1938 w Poznaniu, zm. 10 września 2022 we Wrocławiu) – polski historyk literatury polskiej i literatur zachodniosłowiańskich, doktor habilitowany nauk humanistycznych, profesor zwyczajny w Instytucie Filologii Polskiej Uniwersytetu Wrocławskiego.
Syn Stanisława Kolbuszewskiego (1901–1965), filologa, profesora Uniwersytetu Wrocławskiego.
Ukończył studia w zakresie filologii polskiej na Uniwersytecie Wrocławskim. Dyplom magistra uzyskał w 1961 na podstawie rozprawy „Rozmowy zmarłych” Ignacego Krasickiego, napisanej pod kierunkiem prof. Władysława Floryana. Rozprawę doktorską Funkcja artystyczna motywu i obrazu Tatr w literaturze polskiej XIX wieku, napisaną pod kierunkiem prof. Stefana Kawyna (recenzent: prof. Stefania Skwarczyńska), obronił na Uniwersytecie Łódzkim w 1965. 26 listopada 2015 na łódzkim Uniwersytecie odbyło się uroczyste odnowienie doktoratu profesora Kolbuszewskiego, którego promotorem był prof. dr hab. Tomasz Bocheński.
W pracy naukowej interesował się tematyką górską (tatrzańską) i żałobną (tanatologiczną). Był znawcą i tłumaczem literatury łotewskiej. Wraz z bratem przełożył tragedię Rainisa Józef i jego bracia.
Był przewodniczącym Kolegium Redakcyjnego „Wierchów”, przez 10 lat (do roku 1990) był członkiem Komitetu Ochrony Przyrody PAN. Autor m.in. następujących prac: „Tatry w literaturze polskiej 1805–1939”, Krajobraz i kultura, Góry i górale w literaturze polskiej, Ochrona przyrody a kultura. Propagator dorobku Jana Gwalberta Pawlikowskiego, pioniera ekologii w Polsce.
Profesor Kolbuszewski był wielokrotnie nagradzany za swą działalność naukową. Otrzymał m.in. Nagrodę Ministra Nauki i Szkolnictwa Wyższego (sześciokrotnie), Nagrodę Miasta Wrocławia (1990), Nagrodę i medal im. Zygmunta Glogera (1997), Nagrodę Porozumienia Wydawców Książek Historycznych (1996), Literacką Nagrodę „Wierchów” (2012), Nagrodę Literacką Zakopanego (2017).

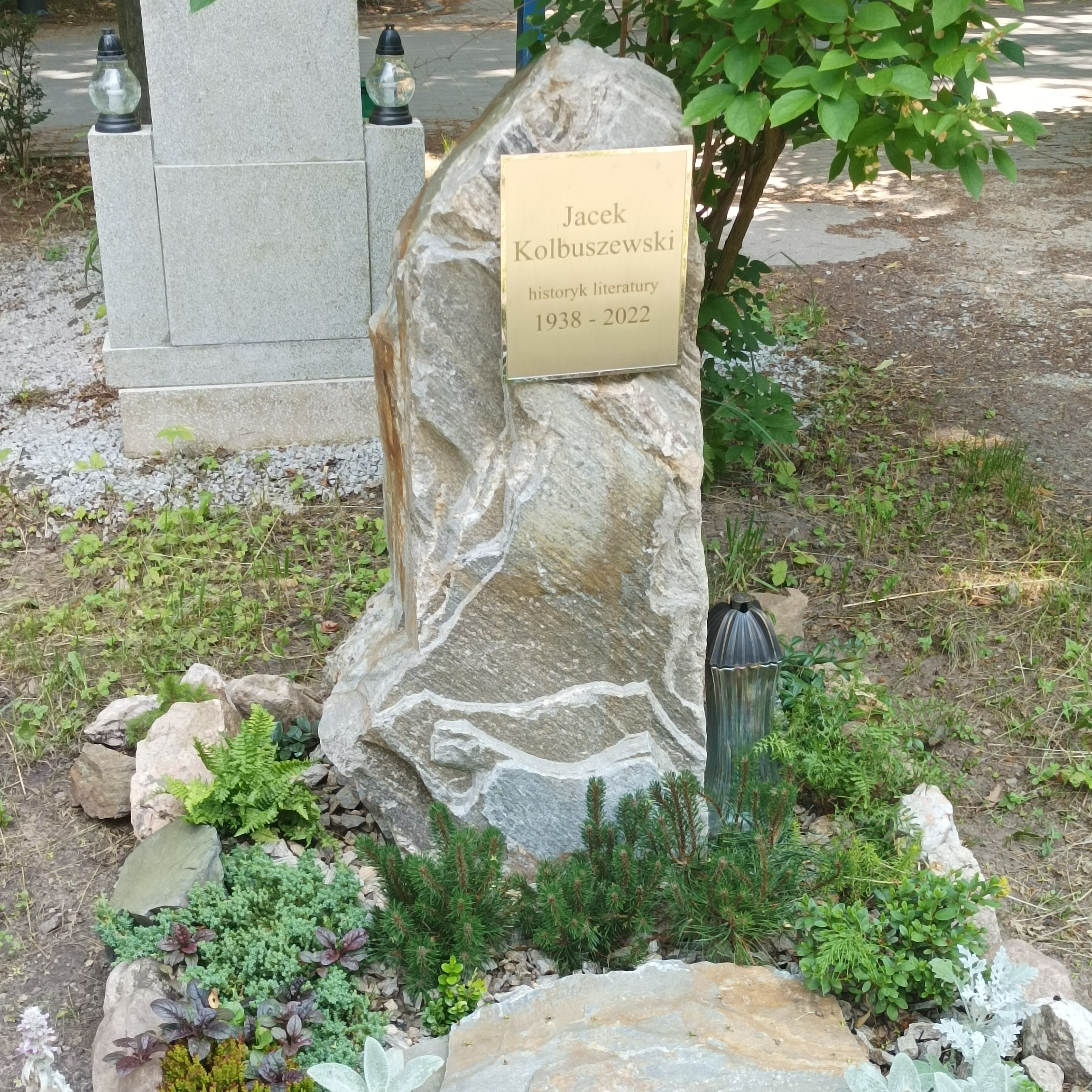
Grób prof. Jacka Kolbuszewskiego na Cmentarzu Osobowickim

Został pochowany na Cmentarzu Osobowickim we Wrocławiu.

## Wybrane publikacje
- Zostawcie mnie samego teraz... (Warszawa 1971)
- Góry takie kamienne. Szkice o górach i ludziach (Warszawa 1972)dzikiezycie.pl
- Skarby Króla Gregoriusa. O poszukiwaczach skarbów w XVII i XVIII wieku (Katowice 1972)
- Modele estetyczne liryki słowackiej romantycznego przełomu (1975)
- Poézia pravdy a prawda poézie (Bratislava 1978)
- Krajobraz i kultura. Sudety w literaturze i kulturze polskiej (Wydawnictwo Śląsk, Katowice 1985)
- Wiersze z cmentarza. O współczesnej epigrafice wierszowanej (Polskie Towarzystwo Ludoznawcze, Wrocław 1985)

- Ochrona przyrody a kultura (Państwowe Wydawnictwo Naukowe, Warszawa 1990)
- Od Pigalle po Kresy. Krajobrazy literatury popularnej (Wydawnictwo Uniwersytetu Wrocławskiego, 1994)
- Cmentarze (Wrocław 1996)
- Literatura i przyroda (Katowice 2000)
- Kresy (Wrocław 2006)
- Poezja drugiej połowy XIX wieku (Wrocław 2008)
- Literatura i Tatry (wyd. Tatrzański Park Narodowy, Zakopane 2016)
- Góry. Przestrzenie i krajobrazy. Studia z historii literatury i kultury (wyd. Universitas, Kraków 2020)